# Minerales constituyentes

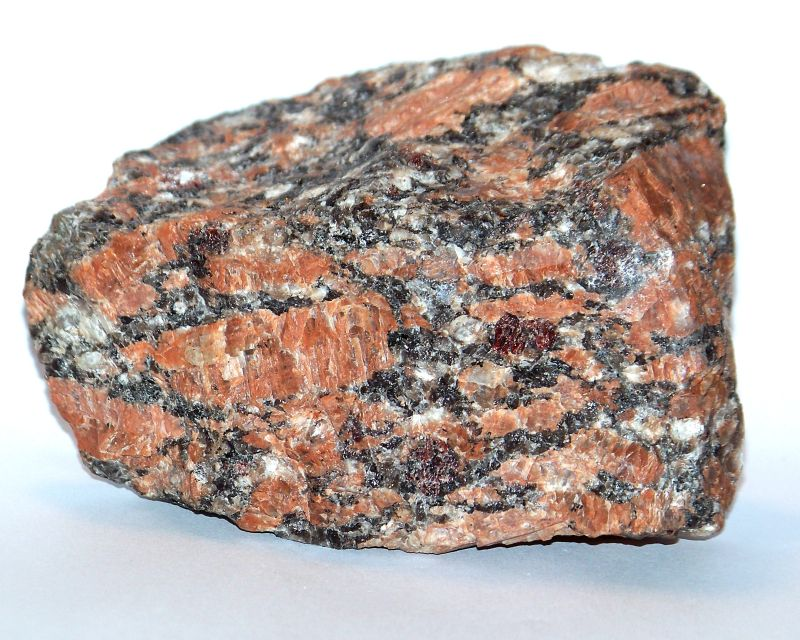
Los cristales minerales que forman el granito son visibles a simple vista.

Los minerales constituyentes de una roca son aquellos que típicamente o solamente forman parte intrínseca de rocas ígneas, metamórficas o sedimentrias. Los minerales constituyentes pueden contrastarse con minerales más raros y también aquellos que se forman por procesos inusuales como los minerales de vetas y las menas.